# 土岐頼之
土岐 頼之（とき よりゆき）は、江戸時代後期の大名。上野国沼田藩11代藩主。沼田藩主土岐家第14代当主。

## 生涯
桑名藩主・松平定永の十男で、老中・松平定信の孫にあたる。
弘化4年（1847年）10月2日、沼田藩の第10代藩主・土岐頼寧の死去に際し、その養嗣子となって跡を継いだ（正室の益子は9代藩主・土岐頼功の三女）。同年10月15日、12代将軍・徳川家慶に拝謁する。同年12月16日、従五位下・美濃守に叙任する。後に山城守、和泉守に改める。文久3年（1863年）11月15日、学問所奉行に就任する。元治元年（1864年）7月6日、若年寄格学問所奉行となり、同年9月28日、若年寄となる。第二次長州征討にも幕府方に属して参戦している。
慶応元年（1865年）12月29日、若年寄を退任する。慶応3年（1867年）4月16日、病気を理由に家督を長男の頼知に譲って隠居し、明治6年（1873年）5月5日に東京で死去した。享年48。墓所は品川東海寺の大山墓地。

## 系譜
父母
- 松平定永（実父）
- 綱、順承院 - 蜂須賀治昭の娘（実母）
- 土岐頼寧（養父）

正室
- 益子 - 土岐頼寧の養女、土岐頼功の三女

子女
- 土岐頼知（長男） 生母は益子
- 寿賀子（三女） - 大原重朝室
- 鈴子 - 田村崇顕室